# Myspace
Myspace (anteriormente estilizado como MySpace; também myspace; e às vezes my␣, com um símbolo de caixa aberta alongada) é um serviço de rede social americano. Lançado em 1.º de agosto de 2003, foi a primeira rede social a alcançar um público global e teve uma influência significativa na tecnologia, cultura pop e música. Também desempenhou um papel fundamental no crescimento inicial de empresas como o YouTube e criou uma plataforma para desenvolvedores que lançou empresas como Zynga, RockYou e Photobucket, entre outras, ao sucesso. De 2005 a 2009, o Myspace foi o maior site de rede social do mundo.
Em julho de 2005, o Myspace foi adquirido pela News Corporation por US$ 580 milhões; em junho de 2006, superou o Yahoo e o Google para se tornar o site mais visitado dos Estados Unidos. Durante o ano fiscal de 2008, gerou US$ 800 milhões em receita. Em seu auge, em abril de 2008, o Myspace tinha 115 milhões de visitantes mensais; nessa época, o Facebook, então recém-emergente, tinha aproximadamente o mesmo número de visitantes, mas um pouco mais de usuários globais do que o Myspace. Em maio de 2009, o Facebook ultrapassou o Myspace em número de visitantes únicos nos Estados Unidos. Desde então, o número de usuários do Myspace tem diminuído constantemente, apesar de vários relançamentos visuais. Em 2019, o Myspace contava com sete milhões de visitantes mensais.
A rede social empregava aproximadamente 1.600 pessoas em junho de 2009, e, no ano seguinte, a Specific Media Group e Justin Timberlake compraram conjuntamente a empresa por cerca de US$ 35 milhões. Em 11 de fevereiro de 2016, foi anunciado que o Myspace e sua empresa-mãe haviam sido adquiridos pela Time Inc. por US$ 87 milhões. Em 31 de janeiro de 2018, a Time Inc. foi, por sua vez, comprada pela Meredith Corporation, e mais tarde naquele ano, em 4 de novembro de 2019, a Meredith separou o Myspace e sua holding original (Viant Technology Holding Inc.) e os vendeu para a Viant Technology LLC.
Os artigos sobre estrelas da música apresentados na página inicial do site, que passaram a ser uma característica da versão do Myspace inaugurada em 2013, que, fora três artigos publicados em dezembro de 2024, deixaram de ser atualizados em março de 2022. Em 2024, o site parece estar "ao abandono", visto que apresenta muitas falhas: há imagens que não carregam e não é possível carregar conteúdo multimédia ou reproduzir música.

## Características de Myspace nos seus tempos áureos

### Boletins
Os boletins são recados que são postados em um quadro de boletins para qualquer amigo do usuário de Myspace ver. São apagados depois de dez dias. Os boletins podem ser usados para contatos entre todos os amigos da lista sem precisar mandar mensagens individualmente.

### Grupos
O Myspace tem uma característica que permite que um grupo de usuários compartilhe uma mesma página e quadro de mensagens. Os grupos podem ser criados por qualquer um, e o moderador do grupo pode escolher se qualquer um pode ser aprovado diretamente, ou ser aprovado mediante requisitos.

### MyspaceIM
É um mensageiro instantâneo que usa uma conta do Myspace como um nome na tela. O usuário entra nele usando o mesmo e-mail associado com sua conta. Ao contrário das outras partes do Myspace, o MyspaceIM é independente do Microsoft Windows. Usuários podem usar o MyspaceIM como notificação instantânea de novas mensagens, solicitações de amigos, e comentários.

### MyspaceTV
No início de 2007, Myspace introduziu a MyspaceTV, um serviço semelhante ao YouTube. O formato vídeo passou a ser suportado pelo MySpace a partir de 2006. Em 2009, a MyspaceTV revertido para o Myspace Vídeo.

### Aplicações
Em 2008, o Myspace introduziu um API onde os usuários podem criar aplicativos para outros usuários para postar em seus perfis. Os aplicativos são parecidos com os aplicativos do Facebook. Em maio de 2008, Myspace adicionou algumas opções de segurança considerando a interação com fotos e outras mídias.

### Myspace Mobile
Há uma variedade de ambientes nos quais os usuários podem acessar o Myspace, por exemplo em seu telefone móvel. No início de 2006, a empresa de comunicações móveis Helio lançou uma série de telefones móveis que podem utilizar um serviço conhecido como Myspace Mobile para aceder e editar um perfil e se comunicar com seus amigos, assim como ver os perfis de outros membros.

### Myspace News
É um serviço que permite que os usuários mandem feeds RSS (formatos utilizados para publicar obras atualizadas frequentemente) e recebam notícias. Também permite aos usuários ranquear cada matéria por votação. Quanto mais uma matéria recebe votos, mais alta a matéria irá para o topo da página.

### Myspace Classifieds
É a secção de classificados do Myspace, que foi criada em agosto de 2006 e cresceu 33 por cento em seu primeiro ano.

### Myspace Karaoke
Lançado em 29 de abril de 2008, ksolo.Myspace.com é a combinação de Myspace e kSolo, que permite ao usuário carregar gravações de áudio deles mesmos cantando para suas páginas de perfil. Seus amigos podem avaliar as performances.

### Myspace Polls
O Myspace Polls é um serviço no Myspace que voltou em 2008 para que os usuários possam postar enquetes em seus perfis e compartilhar com outros usuários.

### Outros Serviços
Myspace Sports (Desportos), Myspace Books (Livros), Myspace Horoscopes (Horóscopos), Myspace Jobs (Empregos) e Myspace Movies (Filmes).

## Conteúdo dos perfil nos seus tempos áureos do MySpace

### Humor
São emoticons que mostram qual é o humor da pessoa naquele momento. Foi criado em julho de 2007.

### Secções
Os perfis contém duas secções comuns: "Sobre mim" e "Quem eu gostaria de encontrar". Também contém uma secção de "Interesses" e outra de "Detalhes". Porém, os campos não serão mostrados se o usuário não os preencher. Além de um blog com campos comuns a conteúdo, emoção e mídia. E também o download de fotos, na qual você pode escolher uma dessas fotos para ser sua foto padrão, que será mostrada na sua página inicial, na página de pesquisas e ao lado de seus comentários e mensagens. Os vídeos também poderão ser baixados para seu perfil. Também há uma secção chamada "Detalhes" que leva o usuário a providenciar informações pessoais como o sexo (masculino ou feminino), religião, orientação sexual.

### Comentários
Abaixo da lista de amigos do usuário (por padrão) há uma secção de "comentários", onde os usuários podem enviar recados para todos os visitantes os lerem. Eles têm a opção de apagá-los e/ou requerer que sejam aprovados depois de postados. Se o usuário apagar sua conta, todos os comentários em outros perfis postados por ele serão apagados, aparecendo um recado que diz: "Este usuário não existe mais."

### Personalização (HTML)
O Myspace convida os usuários a personalizar suas páginas por códigos HTML (mas não JavaScript) nas áreas de "Sobre mim", "Quem eu gostaria de encontrar", e "Interesses". Os vídeos e conteúdo baseado em Flash podem ser incluídos. Eles têm a opção de adicionar músicas aos seus perfis pela Myspace Music, um serviço que convida as bandas a postar músicas para serem usadas no Myspace.

### Música
Os perfis de Myspace para cantores são diferentes de perfis normais, pois permitem aos usuários exibir suas canções. Não importa se o artista já é famoso ou ainda está dando os primeiros passos na indústria. Os aspirantes a artistas podem carregar suas canções para o Myspace e ter acesso a milhões de pessoas em um dia.

## O Myspace nos países lusófonos
Sem grande alarde, desde a segunda semana de setembro de 2007, iniciou suas atividades no Brasil, ainda em estágio beta, em novembro de 2007. Foi disponibilizada uma versão em português do Brasil e outra em português europeu, que contava também com conteúdos providenciados pela Media Capital.  Com a total reformulação do Myspace, em 2013, o site passou a estar disponível apenas em inglês e todos os conteúdos "locais" não só deixaram de ser disponibilizados, como foram removidos.

## Estatísticas
Até 14 de outubro de 2006:
- Havia 20 fóruns.
- Havia cerca de 300 000 tópicos nos fóruns principais do site.
- Havia um total de 3 milhões de postagens nos fóruns.
- Havia cerca de 200 000 grupos.
- Havia cerca de 60 milhões de postagens nos fóruns dos grupos.
- Havia cerca de 300 000 bandas/músicos no Myspace.
- Havia mais de 202 milhões de perfis no Myspace (dado de 22 de setembro de 2007)

Os grupos são uma parte importante do site e muitos possuem um alto número de membros. Estes são os 10 maiores grupos por número de membros no Myspace (dados de 10 de agosto de 2005):
1. RBD (144 918 membros);
2. urbnmix.net (140 304 membros);
3. Laguna Beach: The Real Orange County Fan Club (90 968 membros);
4. The O.C. (85 839 membros);
5. Make Out Club (66 402 membros);
6. Adult Swim (62 238 membros);
7. Green Day (60 452 membros);
8. Abercrombie and Fitch (54 022 membros);
9. in search of new friends (52 118 membros);
10. Código HTML (50 488 membros);
11. Taking Back Sunday (47 151 membros).

## Famosos no Myspace
Pelo fato de ser muito popular e devido às muitas coisas que o serviço oferece, muitos renomados artistas de enorme fama internacional, tais como músicos, atores, diretores de cinema, apresentadores, modelos, esportistas e empresas de WWE, entre outros, tinham seu próprio perfil no Myspace. Era muito comum encontrar-se um grande número de perfis falsos ou impostores que pretendem se passar pelos personagens reais (a certa altura, podiam ser encontrados até 100 perfis falsos de Matt Hardy ou Rob Van Dam). O serviço lutava a cada dia para apagar esses perfis. Os famosos reais têm verdadeiramente seu próprio perfil e interagiam com outros usuários, como é o caso do músico e diretor de cinema Rob Zombie, cantores como Justin Bieber, Avril Lavigne, Britney Spears, Kesha, Lily Allen, Lady Gaga, Madonna, Adele, Anahí, David Archuleta, Pitty, Christina Aguilera, Cyndi Lauper, Katy Perry, RBD, Miley Cyrus, Mia Rose, a banda Jonas Brothers, o diretor de cinema Eli Roth, ou estrelas pornôs como Ron Jeremy ou Jenna Jameson, que converteram seus perfis em uma forma de manter aos fãs informados de suas notícias.

## Críticas e problemas

### Lentidão
Devido ao alto tráfego e constante registro de novos membros, os servidores passaram por manutenções frequentes para acelerar o sistema. Ironicamente, ao final de cada manutenção o serviço parecia ficar ainda mais lento.

### Processo
Em abril de 2011, o Myspace foi processado por vazar dados dos usuários sem o consentimento deles.

### Personalização
Muitos usuários também ficaram insatisfeitos com a liberdade que o Myspace proporciona na hora de editar suas páginas de perfil. Já que a maioria dos usuários do site não são desenvolvedores profissionais, isso geralmente causa muita confusão e desorientação. Muitos perfis possuem fundos e cores em contraste, texto impossível de ler e imagens atravancadas. Além disso, sabe-se que alguns perfis do Myspace fazem navegadores trancar, como o Internet Explorer da Microsoft, devido à estruturas CSS mal-formadas, resultado de usuários que colocam muitos vídeos e programas Flash nos seus perfis. Também é possível que vídeos em perfis que usam o Windows Media Player possam corromper o programa em si se estiver já executando outro arquivo no computador do usuário. Alguns dos piores problemas incluem o acesso acidental do perfil pessoal de outro membro ou a remoção ocasional de perfis inteiros.
Além de usuários que utilizam de maneira errada códigos HTML e CSS em seus perfis, o próprio Myspace produz HTML antiquado, ineficiente e que não cumpre os padrões.

## Celebrações
Tom Anderson e os outros criadores foram os anfitriões de muitas festas em Hollywood, Miami, Nova York, Chicago, Boston, San Francisco, Seattle e Havaí para apoiar o site.

## Eventual venda no início da década de 2010
Em 2011, News Corp, proprietária do Myspace estaria em negociação com o site vevo.com para a sua venda. Esta venda acabou por não acontecer. 